# 1187 Afra
1187 Afra (1929 XC) là một tiểu hành tinh vành đai chính được phát hiện ngày 6 tháng 12 năm 1929 bởi Karl Wilhelm Reinmuth ở Heidelberg.